# جاز ريتشاردز
جاز ريتشاردز (بالإنجليزية: Jazz Richards)‏ (مواليد 12 أبريل 1991) هو لاعب كرة قدم. يلعب مع منتخب ويلز لكرة القدم. سبق له أن لعب في بطولة أمم أوروبا لكرة القدم 2016 مع منتخب بلاده.

## روابط خارجية
- جاز ريتشاردز على موقع الاتحاد الأوربي (الإنجليزية)
- جاز ريتشاردز على موقع قاعدة بيانات كرة القدم.إي يو (الإنجليزية)
- جاز ريتشاردز على موقع ناشيونال فوتبول تيمز (الإنجليزية)
- جاز ريتشاردز على موقع Soccerbase.com (لاعب) (الإنجليزية)
- جاز ريتشاردز على موقع Soccerway.com (الإنجليزية)
- جاز ريتشاردز على موقع عالم كرة القدم.نت (الإنجليزية)
- جاز ريتشاردز على موقع AS.com (الإسبانية)